# مارك روجرز
مارك روجرز (3 نوفمبر 1975 بجيلف في كندا - ) هو لاعب كرة قدم كندي في مركز الدفاع. شارك مع منتخب كندا لكرة القدم. أما مع النوادي، فقد لعب مع ستيفيناغ بوروه وويكمب وندررز.

## مسيرته الكروية
لعب مارك روجرز خلال مسيرته الاحترافية مع ناديين في ثمانية مواسم وسجل خلالها 5 أهداف ضمن 163 مباراة. ولم يفز بأي موسم بالكأس أو بالدوري.
خاض مارك روجرز مسيرته مع ويكمب وندررز في موسم 1998–99 ليلعب معه ستة مواسم، مشاركًا في 139 مباراة سجل خلالها 4 أهداف. ثم انتقل إلى نادي ستيفيناغ بوروه في موسم 2003–04 ولمدة موسمين، حيث شارك في 24 مباراة سجل خلالها هدفًا واحدًا.

## وصلات خارجية
- مارك روجرز على موقع الاتحاد الدولي (مؤرشف)  (الإنجليزية)
- مارك روجرز على موقع قاعدة بيانات كرة القدم.إي يو (الإنجليزية)
- مارك روجرز على موقع ناشيونال فوتبول تيمز (الإنجليزية)
- مارك روجرز على موقع Soccerbase.com (لاعب) (الإنجليزية)